# Mad Max (soundtrack)
Mad Max is de originele soundtrack, gecomponeerd en gedirigeerd door Brian May voor de film Mad Max uit 1979 van George Miller. Het album werd uitgebracht in 1980 door Varèse Sarabande.
May won voor zijn werk aan Mad Max in 1979 de Australian Film Award voor beste originele muziek.

## Tracklijst
Alle muziek en teksten zijn geschreven door Brian May. 
| 1.                 | Main Title                        | 2:03 |
| 2.                 | Max the Hunter                    | 2:10 |
| 3.                 | Max Decides On Vengeance          | 2:40 |
| 4.                 | The Final Chase                   | 1:47 |
| 5.                 | The Terrible Death of Jim Goose   | 1:02 |
| 6.                 | We'll Give 'Em Back Their Heroes  | 1:13 |
| 7.                 | Pain and Triumph                  | 2:15 |
| 8.                 | Dazed Goose                       | 0:35 |
| 9.                 | Foreboding in the Vast Landscape  | 2:08 |
| 10.                | Declaration of War                | 1:30 |
| 11.                | Flight from the Evil Toecutter    | 2:25 |
| 12.                | Pursuit and Tragedy               | 1:55 |
| 13.                | Jesse Alone, Uneasy and Exhausted | 1:40 |
| 14.                | The Beach House                   | 1:55 |
| 15.                | The Nightrider Rave               | 1:20 |
| 16.                | Jesse Searches for Her Child      | 0:55 |
| 17.                | Rampage of the Toecutter          | 1:47 |
| 18.                | The Crazing of Johnny the Boy     | 2:05 |
| Totale duur: 31:25 |                                   |      |

| 19.                | Outtakes Suite (in 5 parts; indexed) | 6:00 |
| Totale duur: 37:25 |                                      |      |